# Musée Lawaetz de Frederiksted
Le Musée Lawaetz  est un musée situé à Frederiksted dans les Îles Vierges des États-Unis.

## Historique
La Compagnie danoise des Indes occidentales et de Guinée fit une étude du domaine de Little La Grange en 1750. C'est ce qu'on appelle la « deuxième vague », car les terres les plus fertiles de Sainte-Croix avaient déjà été cartographiées en 1733 après le rachat de l'île par la France. Le domaine comportait alors des plantations de canne à sucre, activité très lucrative, et disposait d'un moulin à animaux, un moulin à vent et, plus tard, un moulin à vapeur pour broyer la canne à sucre.
En 1770, Cornelius Hendriksen acquis deux domaines de 150 acres, de sorte que Little La Grange devint un domaine de 300 acres et resta propriétaire du domaine jusqu'en 1803.
Vers 1831, deux femmes, Hester Kortwright Stevens et Elizabeth Kortwright Yard, filles de Cornelius et Elisabeth Kortwright de la famille American Merchant de New York, sont répertoriées comme étant les propriétaires de la plantation.
En 1831, un Irlandais du nom de David Finlay acquit la moitié des 300 acres. Un an plus tard, il gérait l’ensemble du domaine de 300 acres.
En 1835, Adam Logan et Charles O’Reilly, tous deux irlandais, achetèrent le domaine de Little La Grange aux enchères, et, à partir de 1839, Adam Logan devint l'unique propriétaire du domaine. Il vivait dans la maison qui abrite maintenant le musée Lawaetz.
William Moore a acquis Little La Grange en 1866 mais mourut en 1878. Les héritiers Moores prirent la direction du domaine jusqu'en 1880, puis John Russel jusqu'en 1884. Entre 1884 et 1895, MJP Jørgensen, avocat à Saint Thomas, fut désigné comme propriétaire.
En 1896, Carl Lawaetz acheta le domaine Little La Grange.

## Musée et jardin
Le domaine, construit au cours du XVIIIe siècle, avec ses ruines et son jardin, propose une vue de la vie dans les Antilles danoises du début du XIXe siècle. Cette ferme laitière, auparavant une plantation de canne à sucre, fondée par un fermier danoise, et toujours occupé par ses descendants depuis 100 ans, comporte des meubles anciens et des caractéristiques de la vie dans les Antilles.